# کارلوس جیه‌گس
کارلوس جیه‌گس (پرتغالی: Carlos Diegues؛ ۱۹ مهٔ ۱۹۴۰ – ١۴ فوریهٔ ٢٠٢۵) کارگردان فیلم اهل برزیل بود.

## بخشی از فیلم‌شناسی
- خداحافظ برزیل (۱۹۷۹)
- کولومبو (۱۹۸۴)
- آهنگ عشق ریو (۱۹۸۷)
- روزهای بهتری در پیش است (۱۹۸۹)